# Peder Tidemand
Peder Tidemand (født på Sjælland, flor. 1550) var en dansk præst og folkeskribent.
Tidemand blev 1529 immatrikuleret ved
Universitetet i Wittenberg. Det er uklart, hvor længe han
studerede der, men 10 år efter begyndte han sin
skribentvirksomhed med Jerusalems jammerlige og ynkelige Forstyrrelse (1539),
et meget læst skrift, især efter
at det var blevet skik at optrykke det sammen med salmebogen.
Samtidig og senere oversatte han af stykker
af Bibelen blandt andet Domernes Bog (Dommerbogen 1539), Salomonis Wijshed (Salomonis Vished)
 begge 1541.
Omtrent ved denne
tid eller måske endog lidt tidligere er han vistnok blevet præst
i nærheden af København. Som sådan omtales han dog
formentlig første gang udtrykkelig i et kongebrev af 1549, hvorved
der tillægges "'Hr. Peder Tidemand, Sognepræst i Herstedvester, kongelig Majestæts Part af Tienden af Sengeløse Sogn".
Ganske vist er fortalen til et af hans skrifter fra 1543 dateret fra København;
men det samme er tilfældet med fortalen til hans oversættelse af Luthers Huspostil 1564.
Det var ret almindeligt at præster, der boede i nærheden af købstæder, tog bolig dér.
I løbet af en lang række år udfoldede Peder Tidemand en for den tid
ualmindelig stor virksomhed som oversætter af tyske religiøse
skrifter, især dem der passede for den brede læsekreds. De
gentagne oplag af de fleste af disse bøger viser, at de har
slået godt an. Tillige tog man hans litterære evner i
brug ved gennemsynet af Christiern Pedersens oversættelse af
Luthers tyske bibel, der – efter med stor flid at være gennemgået
af en kreds af lærde mænd under biskop Peder Palladius’
forsæde – udkom 1550 som den første danske kirkebibel, Christian III's Bibel.
Af Tidemands mange skrifter kan fremhæves hans fordanskning af Luthers Huspostil (1564,
på ny oplagt 1577 og igen udgivet 1868 med noget moderniseret
retskrivning af T.S. Rørdam). Desuden har Tidemand oversat skrifter
af Caspar Huberinus (†1553), Veit Dieterich (†1549), Johann Spangenberg (†1550), Philipp Melanchthon (†1560) og flere andre.
Når et skrift med titel Herbarium Sælandicum paa Dansk (1552) tillægges ham,
er det formodentlig en forveksling med den Hortulus animae, Sjælens Urtegaard,
som fordansket af ham udkom i det samme år.
Man kender ikke Tidemands dødsår, men det anslås til mellem 1564 og 1577,
formodentlig nærmest det førstnævnte år. En søn af ham var
antagelig Hans Pedersen Tidemand, præst i Tikøb, der også var forfatter.